# ديودوني مبالا مبالا
ديودوني مبالا مبالا (بالفرنسية: Dieudonné M'bala M'bala)‏ ممثل، فكاهي وناشط سياسي فرنسي، اشتهر بنقده لليهود، الأمر الذي تسبب له في محاولة منع عروضه من قبل وزير الداخلية مانوال فالس بدعم من الرئيس فرانسوا أولاند. هذا وقد سبق منعه من وسائل الإعلام الفرنسية وحظر عروضه. وقد أدين بتهمة خطاب الكراهية، والدعوة إلى الإرهاب، والتشهير في بلجيكا وفرنسا وسويسرا.
في البداية حقق نجاحًا بالعمل مع الكوميدي إيلي سمون، مستغلًا الصور النمطية العنصرية بطريقة فكاهية. وكان مرشحًا في الانتخابات التشريعية لعامي 1997 و2001 في شامباني أون فانواز ضد الجبهة الوطنية. في عام 2003 قدم مشهدًا في برنامج تلفزيوني عن مستوطن إسرائيلي صوره على أنه نازي. وزعم بعض النقاد أنه "تجاوز حدود معاداة السامية" وقامت عدة منظمات بمقاضاته بتهمة التحريض على الكراهية العنصرية، من جانبه رفض الاعتذار وشجب الصهيونية.
في سنة 2013 اشتهرت شارته المعروفة بـ لا كونيل بعد أن قام بها لاعب الكرة نيكولا أنيلكا في مباراة في الدوري الإنكليزي.

## روابط خارجية
- ديودوني مبالا مبالا على موقع IMDb (الإنجليزية)
- ديودوني مبالا مبالا على موقع ألو سيني (الفرنسية)
- ديودوني مبالا مبالا على موقع ميوزك برينز (الإنجليزية)
- ديودوني مبالا مبالا على موقع أول موفي (الإنجليزية)
- ديودوني مبالا مبالا على موقع أول ميوزيك (الإنجليزية)
- ديودوني مبالا مبالا على موقع ديسكوغز (الإنجليزية)
- ديودوني مبالا مبالا على موقع قاعدة بيانات الفيلم (الإنجليزية)
- ديودوني مبالا مبالا على موقع كينوبويسك (الروسية)